# Jadwinin (województwo łódzkie)
Jadwinin – wieś w Polsce położona w województwie łódzkim, w powiecie pabianickim, w gminie Pabianice.
Wieś jest siedzibą sołectwa Jadwinin w którego skład wchodzi również miejscowość Władysławów.
W latach 1975–1998 miejscowość należała administracyjnie do ówczesnego województwa łódzkiego.